# 普通变异型免疫缺陷病
普通变异型免疫缺陷病（英語：Common variable immunodeficiency，CVID），也称为成人性低丙种球蛋白血症或迟发性低丙种球蛋白血症，是一种免疫紊乱。其特点为患者体内IgG，IgA水平明显降低，而IgM可能正常或下降。该病通常在学龄期或成人期发病，平均确诊年龄在20—50岁之间。不同患者的症状差异很大。目前病因不明。 